# Parisfreden (1920)
Parisfreden undertecknades 1920 av Rumänien och de allierade staterna Frankrike, Storbritannien, Italien och Japan, och genom avtalet erkändes Rumäniens anspråk på Bessarabien. Fördraget trädde dock aldrig i kraft, eftersom Japan vägrade skriva på.
Den 9 april 1918 (27 mars 1918 enligt Gamla stilen), i samband med det kaos som följde Ryska inbördeskriget, godkände Bessarabiens lagstiftande församling (Sfatul Ţării) för samgående med Rumänien med röstsiffrorna 86-3. 36 ledamöter lade ner sina röster. Ryssland menade att detta var ett rumänskt invasionsförsök.
Precis som Versaillesfreden, var avtalet kopplat till Nationernas förbund, vilket ledde till att USA inte godkände avtalet. USA ville först inte skriva på, eftersom Ryssland inte satt med vid förhandlingsbordet.
Avtalet skrevs på den 28 oktober 1920, och blev erkännandet av Bessarabiens uppgående i Rumänien. Sovjet och Japan erkände aldrig samgåendet.

### Fotnoter
1. ↑  Malbone W. Graham (oktober 1944). ”The Legal Status of the Bukovina and Bessarabia”. The American Journal of International Law (American Society of International Law) 38 (4):  sid. 667–673. doi:10.2307/2192802.
2. ↑  Ioan Bulei (March. 1998). ”Roma, 1924-1927”. Magazin Istoric (Fundaţia Culturală Magazin Istoric) (3). Arkiverad från originalet den 17 oktober 2007. https://web.archive.org/web/20071017012543/http://www.itcnet.ro/history/archive/mi1998/current3/mi13.htm. Läst 26 februari 2008. Arkiverad 17 oktober 2007 hämtat från the Wayback Machine. ”Arkiverade kopian”. Arkiverad från originalet den 17 oktober 2007. https://web.archive.org/web/20071017012543/http://www.itcnet.ro/history/archive/mi1998/current3/mi13.htm. Läst 29 april 2013.
3. ↑  Edward Ozhiganov, The Republic of Moldova: Transdniester and the 14th Army In: Alexei Arbatov et al., (eds.) Managing Conflict in the Former Soviet Union: Russian and American Perspectives (Cambridge: The MIT Press, 1997) pp. 145-209.
4. ↑  Wayne S Vucinich, Bessarabia In: Collier's Encyclopedia (Crowell Collier and MacMillan Inc., 1967) vol. 4, p. 103
5. ↑  Altin Iliriani. ”Romanian Unity and Moldavian Integration from the 19th Century until WW II”. European Research and Information Center, Eastern Mediterranean University, Famagusta - Northern Cyprus. http://ewwg.vlamynck.eu/cst/cst-mold/19thww2.html. Läst 4 december 2007.